# Ngoulemakong
Pour les articles homonymes, voir Ngoulemakong (homonymie).
Ngoulemakong est une commune du Cameroun située dans la région du Sud et le département de la Mvila, créée en 1955.

## Population
Lors du recensement de 2005, la commune comptait 14 675 habitants, dont 2 682 pour Ngoulemakong Ville.

## Structure administrative de la commune
Outre Ngoulemakong proprement dit, la commune comprend les villages suivants :
- Abiete
- Akoa'atala
- Alom
- Assam
- Banga
- Bikop
- Binyinyali
- Bitsogmam
- Doum
- Doumou-Ola
- Ebae
- Ebae
- Ebolboum
- Ebote Nkoul
- Ekombitie
- Ekowondo
- Elone
- Enamgal
- Essingang
- Fone
- Kouma
- Mbeka'a
- Mbeng
- Mekom
- Mengbwa
- Messok
- Minkok
- Minlamizibi
- Mva'a Medjap-Bane
- Mva'a Medjap-Fong
- Ndzafom
- Ngock
- Nkol
- Nkoumadjap I
- Nlang-Yop
- Nnemeyong
- Ntoumba
- Nyamvende
- Obang II
- Ongongo
- Ossofeme
- Oveng Otoloa
- Oyak-Fong
- Soumou
- Yop

## Personnalités nées à Ngoulemakong
- Ferdinand Oyono, écrivain et diplomate
- Jérôme Owono-Mimboe, évêque, né à Ebolboum en 1933
- BALLA Benoît Jean Pierre , Administrateur Civil ( 1923 - 2013)